# Tor Edvin Dahl
Tor Edvin Dahl, pseudonim literacki David Torjussen (ur. 10 września 1943 w Oslo) – norweski pisarz, autor powieści kryminalnych i młodzieżowych, dramaturg, tłumacz, krytyk literacki i dziennikarz.
Dahl jest autorem różnorodnych tekstów, adresowanych do dzieci, młodzieży i dorosłych. Pisał powieści (w tym powieści kryminalne), opowiadania, dramaty, słuchowiska radiowe, scenariusze programów telewizyjnych, reportaże, opracowania i książki dokumentalne. Zadebiutował w 1968 r. tomem opowiadań, zatytułowanym En sommer tung av regn. Pierwszą powieścią jego autorstwa jest wydana w 1972 r. książka Den andre. Do ważniejszych pozycji w jego dorobku należy powieść Guds tjener z 1973 r., nominowana do nagrody literackiej Rady Nordyckiej za rok 1974.
Tor Edvin Dahl jest autorem szeregu powieści kryminalnych, które do 1985 r. wydawał pod pseudonimem David Torjussen, potem pod własnym nazwiskiem. Za opublikowaną w 1973 r. powieść Etterforskning pågår Dahl otrzymał Nagrodę Rivertona, przyznawaną za najlepszą powieść kryminalną dla autora norweskiego. Jest to thriller psychologiczny zawierający akcenty społeczne, utrzymany w konwencji zaproponowanej przez szwedzki tandem pisarski Sjöwall i Wahlöö. W kolejnych latach opublikował m.in. powieści Ung pike funnet død (1975), Morderens ansikt (1981), Døden i telefonen (1984) i Gjemt i mur (1985).
W latach 1985–1997 publikował przede wszystkim teksty dla dzieci i młodzieży. W 1997 zaczął wydawać serię powieści kryminalnych, w których głównymi bohaterami są pastor Pernille (kobieta) i jej dr Watson, transwestyta Roger.